# Insoumise
Insoumise est un livre d'Ayaan Hirsi Ali, femme politique néerlandaise d'origine somalienne. Publié aux Éditions Robert Laffont en 2005, l'ouvrage est désormais disponible en collection de poche chez Pocket (2006). 

## Résumé
Il s'agit en fait de la collecte de plusieurs textes et interviews de l'auteur qui dresse un réquisitoire contre la doctrine de l'islam, définie par le Coran et par les paroles et actions de Mahomet, rapportées dans les Hadiths. Selon l'auteure, cette doctrine, depuis sa fondation par le Coran et Mahomet, est radicalement contraire à la tolérance, aux Droits de l'Homme et à la paix entre les hommes.